# مناورات صقر الصحراء
مناورات صقر الصحراء أو (بالإنجليزية: Desert Hawk Maneuvers)‏ هي مناورات عسكرية مشتركة تقام بين كل من السعودية والولايات المتحدة الأمريكية.

## المناورات المنفذة
- صقر الصحراء 2013 : اختتمت فعاليات المناورة في فبراير 2013.[2][3][4][5][6]